# Harnaskie Stawy

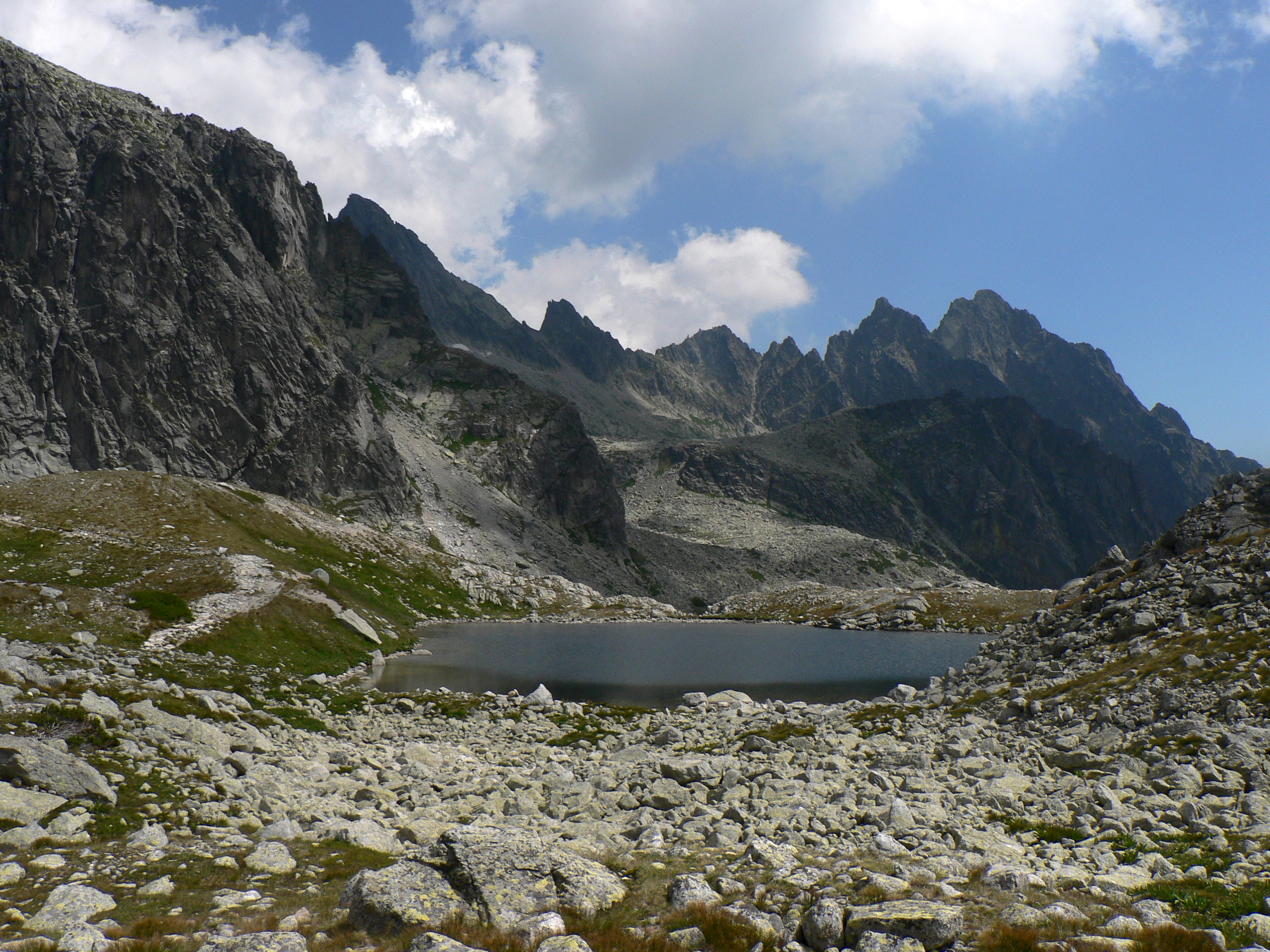
Wyżni Harnaski Staw

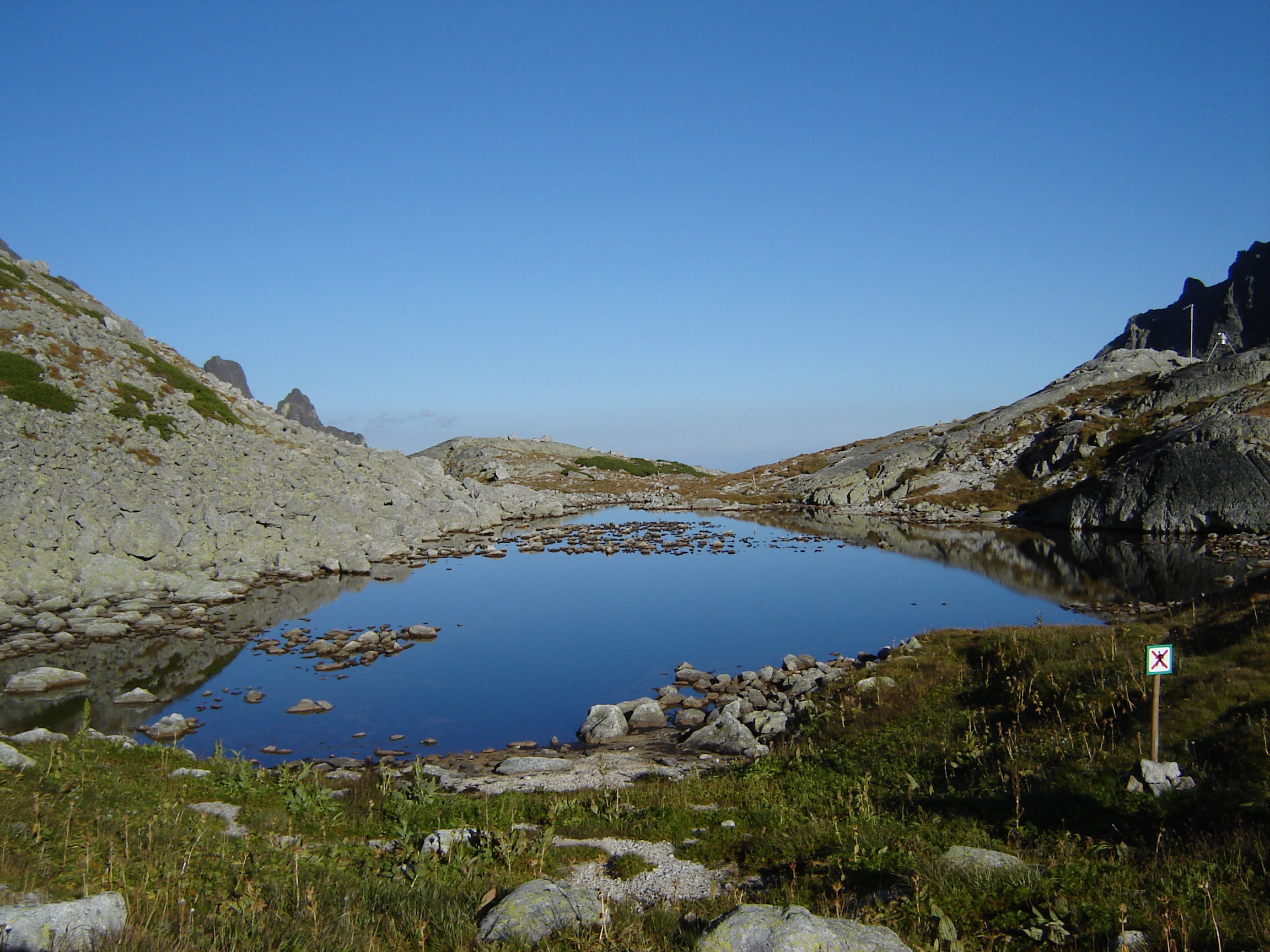
Pośredni Harnaski Staw

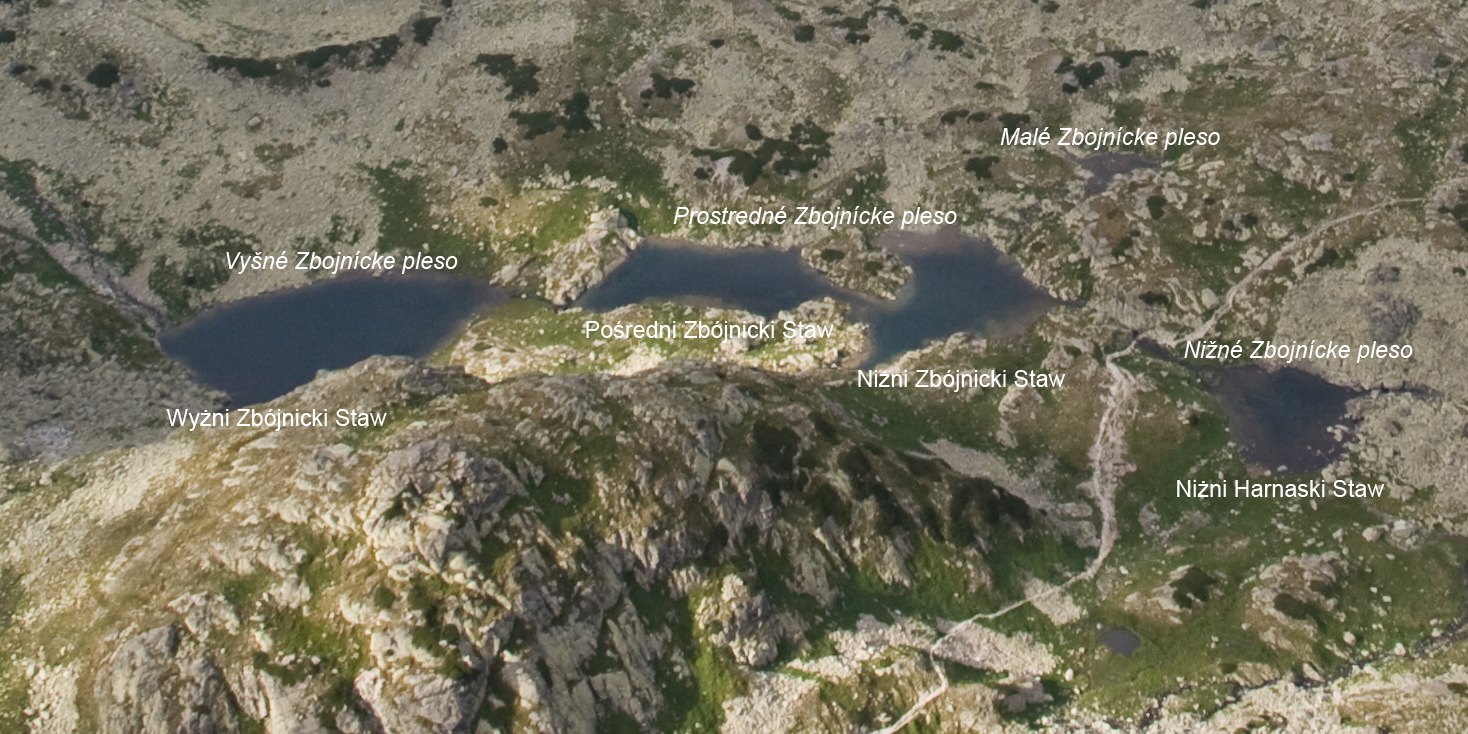
Położenie Niżniego Harnaskiego Stawu (po prawej) w stosunku do grupy Zbójnickich Stawów

Harnaskie Stawy – grupa pięciu stawów w Dolinie Staroleśnej w słowackich Tatrach Wysokich, należąca do szerszej grupy Staroleśnych Stawów, położona na wschód i północny wschód od Zbójnickich Stawów, na północ i północny zachód od Schroniska Zbójnickiego.
Nazewnictwo stawów w Dolinie Staroleśnej od dawna jest pogmatwane i to nie tylko po polsku, ale także po słowacku i w innych językach. W Wikipedii przyjęto nazewnictwo według Wielkiej encyklopedii tatrzańskiej oraz przewodnika Tatry Wysokie Witolda Henryka Paryskiego. Innych nazw używa jednak na przykład w swoich przewodnikach Józef Nyka. Na mapach z powodów technicznych zazwyczaj nie wszystkie stawy są podpisane.
Do Harnaskich Stawów należą:
- Wyżni Harnaski Staw (słow. Starolesnianske pleso) – wysokość 1986 m n.p.m., powierzchnia 0,71 ha, 130 × 70 m, głębokość ok. 4,2 m,
- Pośredni Harnaski Staw (Vyšné Sesterské pleso) – wysokość 1972 m, powierzchnia 0,31 ha, 125 × 55 m, głębokość ok. 1,3 m,
- Niżni Harnaski Staw (Nižné Sesterské pleso) – wysokość 1956 m, powierzchnia 0,22 ha, 68 × 45 m, głębokość ok. 2,4 m

oraz Harnaskie Oka:
- Wyżnie Harnaskie Oko (Malé Zbojnícke pleso[2]) – wysokość ok. 1985 m,
- Niżnie Harnaskie Oko (Prostredné Sesterské pleso[2]) – wysokość ok. 1958 m[1].

Słowacy określają Pośredni i Niżni Harnaski Staw oraz Niżnie Harnaskie Oko wspólną nazwą Sesterské plesá, Wyżni Harnaski Staw traktując jako osobne Starolesnianske pleso. Podobnie ma się sytuacja z nazwami niemieckimi i węgierskimi: Pośredni i Niżni Harnaski Staw to po niemiecku Schwesterseen lub Kitaibelseen, po węgiersku Kitaibel-tavak, natomiast Wyżni Harnaski Staw jest nazywany Fuchssee i Fuchs-tó.
W przewodnikach Józefa Nyki zastosowano inne określenia. Wyżni Harnaski Staw jest tam nazywany Wyżnim Stawem Staroleśnym, a Pośredni Harnaski Staw – Niżnim Stawem Staroleśnym. Z kolei Niżni Harnaski Staw u Nyki nosi nazwę Niżni Zbójnicki Staw, która według WET określa jeszcze inny ze stawów. Zofia i Witold Henryk Paryscy w WET podają, że nazwy Staroleśne Stawy i Staroleśniańskie Stawy jako określenie dla Harnaskich Stawów są nieprawidłowe.
Nazwa stawów nawiązuje do sąsiednich Zbójnickich Stawów i pochodzi od słowa harnaś, oznaczającego wodza zbójników. Niemiecka i węgierska nazwa Pośredniego i Niżniego Stawu upamiętniają węgierskiego botanika Pála Kitaibela.

## Szlaki turystyczne
– niebieski szlak z Tatrzańskiej Łomnicy obok Wodospadów Zimnej Wody i Rainerowej Chatki i dalej wzdłuż Staroleśnego Potoku do Schroniska Zbójnickiego i Pośredniego Harnaskiego Stawu, stąd dalej obok Niżniego Harnaskiego Stawu i Zbójnickich Stawów przez Rohatkę i Dolinę Białej Wody do Łysej Polany.
- Czas przejścia z Tatrzańskiej Łomnicy do Rainerowej Chatki: 2:10 h, ↓ 1:55 h
- Czas przejścia od Rainerowej Chatki do schroniska: 2:15 h, ↓ 1:45 h
- Czas przejścia od schroniska na Rohatkę: 1:15 h, ↓ 55 min
- Czas przejścia z Rohatki na Łysą Polanę: 5 h, ↑ 5:40 h

  – żółty szlak jednokierunkowy prowadzący ze Schroniska Téryego przez Czerwoną Ławkę obok Wyżniego i Pośredniego Harnaskiego Stawu do Schroniska Zbójnickiego.
- Czas przejścia ze Schroniska Téryego na przełęcz: 1:30 h
- Czas przejścia z przełęczy do Schroniska Zbójnickiego: 1:45 h